# Snowdenia petitiana
Snowdenia petitiana là một loài thực vật có hoa trong họ Hòa thảo. Loài này được (A.Rich.) C.E.Hubb. miêu tả khoa học đầu tiên năm 1967.